# Alejo Cuartero y Garza
Alejo Cuartero y Garza (Zaragoza, 7 de febrero de 1859 - ¿Zaragoza?, 1935) fue un organista, compositor y maestro de capilla español, activo en Zaragoza y Huesca.

## Vida
Hijo de Francisco Cuartero, albañil, y Bárbara Garza, una familia procedente de Morata del Conde, nació en Zaragoza el 17 de febrero de 1859. Su primera formación musical fue en el Colegio de Infantes de La Seo de Zaragoza, un centro de excelencia musical que formó en la época a grandes músicos como Ramón Félix Cuéllar y Altarriba y Domingo Olleta y Mombiela. En el colegio fueron sus maestros Francisco Anel, organista de La Seo, y Domingo Olleta, el maestro de capilla.

### Maestría en Huesca
En 1877 se desplazó a Huesca, donde realizó las funciones de maestro de capilla de la Catedral de Huesca de forma interina tras la partida de Celestino Vila. En Huesca también continuó su formación con Valentín Gardeta, formado en Madrid, maestro de música del Colegio Mayor de Santiago.
Cuartero se integró pronto en los ambientes conservadores de la ciudad. Se casó con Concepción Camo Borderas, perteneciente a una de las familias conservadoras más importantes de Huesca, con la excepción de Manuel Camo Nogués, republicano y demócrata, tío de Concepción, que llegó a controlar el entramado político local. En 1886 falleció la esposa de Cuartero, Concepción, a los 25 años, posiblemente como consecuencia del nacimiento de su hijo, Carlos Cuartero Camo.
En 1884 se había realizado la oposición a la maestría de Huesca, que ganó Juan Asensio y Roca. Asensio no se presentó a tomar posesión del cargo, por lo que Cuartero seguía realizando la función de forma interina, no sin aprobar una oposición. Tras el fallecimiento de su esposa, Cuartero decidió tomar los hábitos y presentarse a las oposiciones para el cargo, que superó con éxito. En 1886 ya había aprobado las oposiciones al magisterio de la Catedral de Málaga, cargo que no llegó a ocupar. El 25 de mayo de 1887 fue ordenado presbítero en Zaragoza y pasó a ser religioso beneficiado de la Catedral de Huesca, maestro de capilla y organista de la Seo.
El diario conservador La Crónica lo elogiaba en los siguientes términos:

Esta tarde ha salido para Zaragoza nuestro muy querido amigo don Alejo Cuartero, en cuya población, mañana, cantará su primera misa en la histórica iglesia de Santa Engracia.

El joven sacerdote y maestro de capilla de esta Santa Iglesia Catedral, al cambiar de estado tan completamente, puede vanagloriarse de haberse captado las simpatías de todos los oscenses en los años que como pianista, director de orquesta y maestro de música, ha vivido entre ellos, y que esas simpatías, que se ha ganado por un buen carácter y bellas cualidades, persistirán entre ellos, y en especial entre los amigos en quienes pusiera siempre todas sus confianzas y afecciones, á pesar de aquel cambio.

Al marchar nuestro buen amigo á cumplir el primer deber de su nuevo ministerio, llévese nuestra más cordial enhorabuena y nuestra felicitación más sincera»
La Crónica

Cuartero combinó sus responsabilidades religiosas con actividades musicales en el ámbito profano, cosa habitual desde mediados de la década de 1830. Colaboró a menudo con Valentín Gardeta, actuando en cafés y sociedades, y dirigiendo formaciones polifónicas que actuaban como orquestas en los teatros Oriental y Principal de Huesca. También dirigía las orquestas en bailes de sociedad y de Carnaval organizadas por diversas instituciones. Así se convirtió en un regular de la actividad cultural oscense, ejerciendo de director, pianistas, violinista o contrabajista, dependiendo de la ocasión.
Esta intensa actividad musical, que combinaba con las clases de música particulares entre los miembros de las sociedades de recreo y sus familiares, acabaron en 1886 con el fallecimiento de su esposa y la toma definitiva de las responsabilidades en la maestría oscense. A partir de entonces se centraría en la docencia de música en el colegio «El Ángel de las Escuelas» —aunque sin dejar de dar clases particulares— y los trabajos musicales eclesiásticos, especialmente la interpretación del órgano.

Inútil sería formar juicio de las funciones que han celebrado en la basílica de S. Lorenzo para celebrar la fiesta de nuestro Santo Patrón. [...] El numeroso público fiel que llenaba las anchas naves de la iglesia, oyó con muestras de aprobación esas tan difíciles partituras, y encomiaba la afinación, lucimiento y sabor artístico que las dieran tanto la parte instrumental como la vocal, ambas dirigidas con acierto y perfección por el inteligente y ya renombrado maestro-capillas D. Alejo Cuartero
La Crónica: diario de avisos, noticias y anuncios de Huesca, 13 de agosto de 1888

Cada día son más apreciados los conocimientos y valer musicales del inteligente profesor Maestro de Capilla de la Santa Iglesia Catedral D. Alejo Cuartero, condiciones excepcionales que reconoce el público todo de nuestra ciudad y que se acredita de día en día en cuantos actos religiosos se presenta.
[...]
Hoy, toda la prensa se ocupa elogiando las brillantes interpretaciones de las hermosas producciones de los maestros Cuéllar y Hernández llevadas á cabo en las fiestas de la apertura del antiguo templo de San Pedro, por la Capilla de música de la Catedral
La Crónica: diario de avisos, noticias y anuncios de Huesca, 2 de julio de 1889

### Regreso a Zaragoza
A la muerte de Francisco Anel, organista de la Catedral de La Seo, se organizaron nuevas oposiciones en 1893 para ocupar el cargo. Cuartero, que deseaba centrarse en su carrera de organista, se trasladó a Zaragoza, donde se convirtió en uno de los organistas más afamados de la época.
Combinó su carrera de organista con la docencia de los infantes de La Seo, así como en el ámbito privado. Junto con Miguel Arnaudas, se convertiría en maestro de numerosos grandes músicos, como Valentín Ruiz Aznar, maestro de capilla de la Catedral de Granada, y Salvador Azara y Serrano, maestro de capilla de La Seo.
Además de estas actividades habituales, de forma esporádica formaba parte de tribunales de oposiciones tanto en el ámbito religioso, como en el profano, y actuaba en ocasiones especiales con el coro de infantes, como fue el caso con el I Centenario de los Sitios, cuando dirigió la misa de Olleta en la iglesia de San Pablo de Zaragoza.

Hacemos referencia al beneficiado organista del metropolitano templo del Salvador, D. Alejo Cuartero, que en los intermedios de órgano del psalmo Clamavi de la Nona del maestro Olleta, cantado ayer en dicho templo, puso de relieve toda la maestría que tiene para el arte musical.
[...]
Incomparables bellezas, brillantes notas llenas de colorido y vigor musical, fué lo que apreciamos ayer en la interpretación del Sr. Cuartero, admirando todos con entusiasmo la facilidad con que sabe arrebatar á instrumento tan difícil de dominar cual es el órgano, las melódicas sonoridades que los compositores fijan en el pentagrama y comprendidas sólo por los artistas de corazón como el maestro Cuartero, cuya personalidad artística no es repentina y fugaz, como las que crea la adulación y el orgullo personal, sino de las que el mérito constituye.
El Diario de Huesca, 16 de junio de 1903

## Obra
En Huesca solo se conserva una obra de Cuartero tituladoa Corazón Santo, una obra popular arreglada a dos voces con acompañamiento de órgano.